# Cnemidophorus
Cnemidophorus (Wagler, 1830) è un genere di lucertole appartenenti alla famiglia Teiidae.

## Biologia
In alcune di queste specie non vi sono maschi e si riproducono attraverso partenogenesi. Questo è ben noto in api e afidi, ma è molto raro in vertebrati. Occasionalmente, un accoppiamento tra una femmina di una specie e un maschio di un altro produce un partenogenesi, una femmina che è in grado di produrre uova che sono geneticamente identiche alle proprie cellule. Le lucertole che si schiudono da queste uova possono ancora produrre altre identiche. Specie partenogenetica derivante da una singola ibridazione sono i diploidi (ovvero, hanno due serie di cromosomi proprio come fanno le specie sessuate), ma a volte è possibile che nasca prole triploide (vale a dire, hanno tre serie di cromosomi , o il 50% in più rispetto alle equivalenti specie sessuate, (vedi poliploidia).

## Tassonomia
Comprende le seguenti specie:
- Cnemidophorus arenivagus Markezich, Cole & Dessauer, 1997
- Cnemidophorus arubensis Lidth De Jeude, 1887
- Cnemidophorus cryptus Cole & Dessauer, 1993
- Cnemidophorus duellmani Mccranie & Hedges, 2013
- Cnemidophorus espeuti (Boulenger, 1885)
- Cnemidophorus flavissimus Ugueto, Harvey & Rivas, 2010
- Cnemidophorus gaigei Ruthven, 1915
- Cnemidophorus gramivagus McCrystal & Dixon, 1987
- Cnemidophorus lemniscatus (Linnaeus, 1758)
- Cnemidophorus leucopsammus Ugueto & Harvey, 2010
- Cnemidophorus murinus (Laurenti, 1768)
- Cnemidophorus nigricolor Peters, 1873
- Cnemidophorus pseudolemniscatus Cole & Dessauer, 1993
- Cnemidophorus rostralis Ugueto & Harvey, 2010
- Cnemidophorus ruatanus Barbour, 1928
- Cnemidophorus ruthveni Burt, 1935
- Cnemidophorus senectus Ugueto, Harvey & Rivas, 2010
- Cnemidophorus splendidus (Markezich, Cole & Dessauer, 1997)
- Cnemidophorus vanzoi (Baskin & Williams, 1966)